# خوسيه خيمينيز (لاعب كرة قدم)
خوسيه خيمينيز (بالإسبانية: José Luis Jiménez)‏ هو لاعب كرة قدم فنزويلي، ولد في 7 أكتوبر 1968. شارك مع منتخب فنزويلا لكرة القدم. أما مع النوادي، فقد لعب مع نادي بورتوغيزا.